# Ladislav Bajda
Ladislav Bajda, slovenski gospodarstvenik, 3. junij 1938, Ljubljana.
Diplomiral je 1975 na Fakulteti za organizacijske vede v Kranju. Od 1955 je bil zaposlen v konjiškem Kostroju, od 1977 kot glavni direktor. Na podlagi njegovega razvojnega programa se je Kostroj v tistem času razvil v pomembnega proizvajalca strojne opreme za usnjarsko in krznarsko industrijo. Leta 1987 je prejel Kraigherjevo nagrado. 